# Хечире
Хечире́ (перс. خچیره‎) — село на севере Ирана, в остане Альборз. Входит в состав шахрестана Талекан. Является частью дехестана (сельского округа) Бала-Талекан бахша Меркези.

## География
Село находится в северной части Альборза, в горной местности южного Эльбурса, на расстоянии приблизительно 29 километров к северу от Кереджа, административного центра провинции. Абсолютная высота — 2300 метров над уровнем моря.

## Население
По данным переписи 2006 года население села составляло 317 человек (158 мужчин и 159 женщин). В Хечире насчитывалось 89 семей. Уровень грамотности населения составлял 72,87 %. Уровень грамотности среди мужчин составлял 79,75 %, среди женщин — 66,04 %.